# Góra (Żnin)
Góra – część miasta Żnin (dawniej wieś), położona nad południowowschodnim brzegiem jeziora Dużego Żnińskiego i przy trasie drogi wojewódzkiej nr 251.
Przed włączeniem w granice administracyjne miasta Żnina była wsią, licząc w 1934 roku 630 mieszkańców.
Od 1954 siedziba gromady Góra.
W Górze urodził się Władysław Klucz (1897–1940), major piechoty Wojska Polskiego, kawaler Orderu Virtuti Militari.